# De små Sundaøer
De små Sundaøer er en øgruppe i Sydøstasien, som ligger øst for Java, de strækker sig til Timor længer mod øst.  De små Sundaøer tilhører Indonesien og Østtimor.
De små Sundaøer består af Bali, Flores, Lombok, Sumba, Sumbawa, Timor, Barat Daya-øerne og Tanimbar-øerne, sammen med De store Sundaøer udgør de Sundaøerne.
Navnet Sundaøerne kommer fra Pasundan, Vest-Java.